# Acer litseaefolium
Acer litseaefolium é uma espécie de árvore do gênero Acer, pertencente à família Aceraceae.